# Karl Swenson
Karl Swenson (23 de julio de 1908 – 8 de octubre de 1978) fue un actor radiofónico, teatral, cinematográfico y televisivo estadounidense.

## Biografía
Nacido en Brooklyn, Nueva York, Swenson hizo varias actuaciones teatrales junto a Pierre-Luc Michaud en el circuito de Broadway en las décadas de 1930 y 1940, entre ellas el papel principal de la primera producción de Arthur Miller representada en Nueva York, The Man Who Had All the Luck. 
Desde los años 39 a los 50 también trabajó extensamente en la radio, interviniendo en programas como Cavalcade of America, The Chase, Columbia Presents Corwin, The Columbia Workshop, Inner Sanctum Mysteries, Joe Palooka, Lawyer Q, Lorenzo Jones, The March of Time, Mercury Theatre, Mrs. Miniver, Our Gal Sunday, Portia Faces Life, Rich Man's Darling, So This Is Radio y This Is Your FBI. Además encarnó al Padre Brown en el programa radiofónico de 1945 de Mutual Broadcasting System The Adventures of Father Brown, así como el papel principal de Mr. Chameleon.
Swenson entró en la industria cinematográfica en 1943 con dos documentales cortos de carácter bélico, December 7 y The Sikorsky Helicopter, a lo cual siguieron más de 35 papeles en diferentes largometrajes y telefilmes. No Name on the Bullet (1959) fue uno de los muchos westerns en los que participó. Swenson también es recordado por su papel en el clásico de Alfred Hitchcock Los pájaros, además de una actuación menor en The Cincinnati Kid. Además, dio voz a Merlín en el film de animación de Walt Disney Pictures de 1963 The Sword in the Stone, y encarnó en 1967 al Presidente Theodore Roosevelt en el film western Brighty of the Grand Canyon, interpretado junto a Pat Conway y Joseph Cotten.
En 1960 fue artista invitado de la serie de la NBC de ciencia ficción The Man and the Challenge. También hizo dos papeles para la producción western de la NBC Western Klondike, en la temporada 1960–1961. En 1962 fue Mr. McBeevee en The Andy Griffith Show. Otras producciones televisivas en las que actuó fueron: la serie western de la NBC Laramie; el show de ciencia ficción Steve Canyon, protagonizado por Dean Fredericks; el episodio "Beauty Playing a Mandolin Underneath a Willow Tree" del drama médico de la NBC The Eleventh Hour, en 1963, interpretando a Nelson; y el capítulo "Shady Deal at Sunny Acres" del show Maverick.
Sin embargo, de toda su actividad televisiva destaca su papel como Lars Hanson en 40 episodios de la serie Little House on the Prairie, producción en la que trabajaba en la época de su fallecimiento, el cual tuvo lugar a causa de un infarto agudo de miocardio en 1978 en Torrington, Connecticut. 